# Blue Waters FC
Blue Waters Football Club – namibijski klub piłkarski, grający w Namibia Premier League, mający siedzibę w mieście Walvis Bay, trzecim pod względem wielkości mieście kraju. Klub został założony w 1936 roku. W swojej historii czterokrotnie wywalczył mistrzostwo kraju i raz zdobył Puchar Namibii.

## Sukcesy
- I liga[1]:
  - mistrzostwo (4): 1988, 1996, 2000, 2004.

- Puchar Namibii[2]:
  - zwycięstwo (1): 1994.

## Występy w afrykańskich pucharach
| Sezon | Rozgrywki     | Runda   | Kraj     | Klub                    | Dom | Wyjazd | Dwumecz |
| ----- | ------------- | ------- | -------- | ----------------------- | --- | ------ | ------- |
| 1996  | Puchar CAF    | wstępna | Eswatini | Eleven Men in Flight FC | 3–1 | 2–4    | 5–5     |
| 1996  | Puchar CAF    | 1       | Angola   | CD Primeiro de Agosto   | 1–2 | 1–4    | 2–6     |
| 1997  | Liga Mistrzów | wstępna | Botswana | Notwane FC              | –   | –      | –       |
| 2005  | Liga Mistrzów | wstępna | Angola   | Atlético Sport Aviação  | 2–1 | 0–3    | 2–4     |

## Stadion
Domowe mecze klub rozgrywa na stadionie o nazwie Kuisebmund Stadium w Walvis Bay, który może pomieścić 4000 widzów.